# Château de Castelo Rodrigo
Le château de Castelo Rodrigo est une fortification militaire médiévale située dans la freguesia de Castelo Rodrigo (pt), sur le territoire de la municipalité de Figueira de Castelo Rodrigo (district de Guarda, Portugal),.
Dominant la rivière Aguiar, au sud de la plaine de Ribacoa, c'était un lieu de transit pour les pèlerins de la Beira Baixa qui se rendaient à Saint-Jacques-de-Compostelle par la route qui, au Moyen Âge, reliait Guarda à Barca d'Alva. Ils trouvaient refuge dans l'abbaye de Aguiar. Aujourd'hui, les remparts du château entourent le village, qui fait partie du Programme des Villages Historiques.
Il est classé Monument national depuis 1922.

## Historique
Bien que la tradition affirme que Castelo Rodrigo ait été fondé par les Turduli, vers 500 av. J.-C., et qu'il ait ensuite été conservé comme oppidum par les Romains, des recherches archéologiques récentes réfutent cette hypothèse. De même, il n'existe aucune preuve concrète d'une occupation ultérieure par les Suèves ou les Wisigoths. De l'époque musulmane, bien qu'il n'existe pas non plus d'informations complémentaires, une citerne avec une porte en arc en fer à cheval subsiste sur ce qui est aujourd'hui la Rua da Cadeia.

### Le château médiéval
À l'époque de la reconquête chrétienne de la péninsule Ibérique, le château aurait été fondé au VIe siècle. Après la conquête du village par Alphonse IX à la fin du XIe siècle et au début du XIIe siècle, ce dernier ordonna la construction du château et le renforcement de la ligne défensive avec les châteaux d'Alfaiates, d'Almeida, de Castelo Bom et de Castelo Melhor.
Le nom du village, ainsi que celui du château, vient du comte Rodrigo Gonzalez de Girón, responsable de la défense du château. Le Castelo Rodrigo fut incorporé au royaume du Portugal en 1297 par le traité d'Alcañices entre le roi Denis Ier et le roi Ferdinand IV. La forteresse et l'enceinte fortifiée furent reconstruites, et 13 tourelles, le donjon, une barbacane et des douves furent construites par Denis Ier.

### DuXIXesiècleà nos jours
Ayant perdu sa fonction militaire, face au déclin économique qui s'installait, la ville de Castelo Rodrigo vit le siège de la municipalité passer à la voisine Figueira de Castelo Rodrigo, par charte royale de Marie II (1826–1828 ; 1834–1853), le 25 juin 1836.
Au XXe siècle, il fut classé Monument national par décret publié le 4 juillet 1922. Partiellement restauré dans les années 1940, il n'a fait que récemment l'objet d'un programme global d'intervention des pouvoirs publics.

## Caractéristiques
La configuration du château, construit à 810 m d'altitude, entourant le village est ovale. Des pans de mur existants sont attenants à des constructions, à l'exception des côtés nord et est. À l'ouest et au sud du château se trouvent des tours ou tourelles de forme circulaire, dont quatre sont encore debout, leurs sommets effondrés. De la première phase de construction se trouve encore la tour albarrane.
À l'est se trouve une corniche quadrangulaire, et au nord une tour carrée partiellement effondrée. Trois portes subsistent : la Porta do Sol (orientée vers l'est), la Porte da Alverca (orientée vers le nord) et la Porta de Traição.

## Galerie

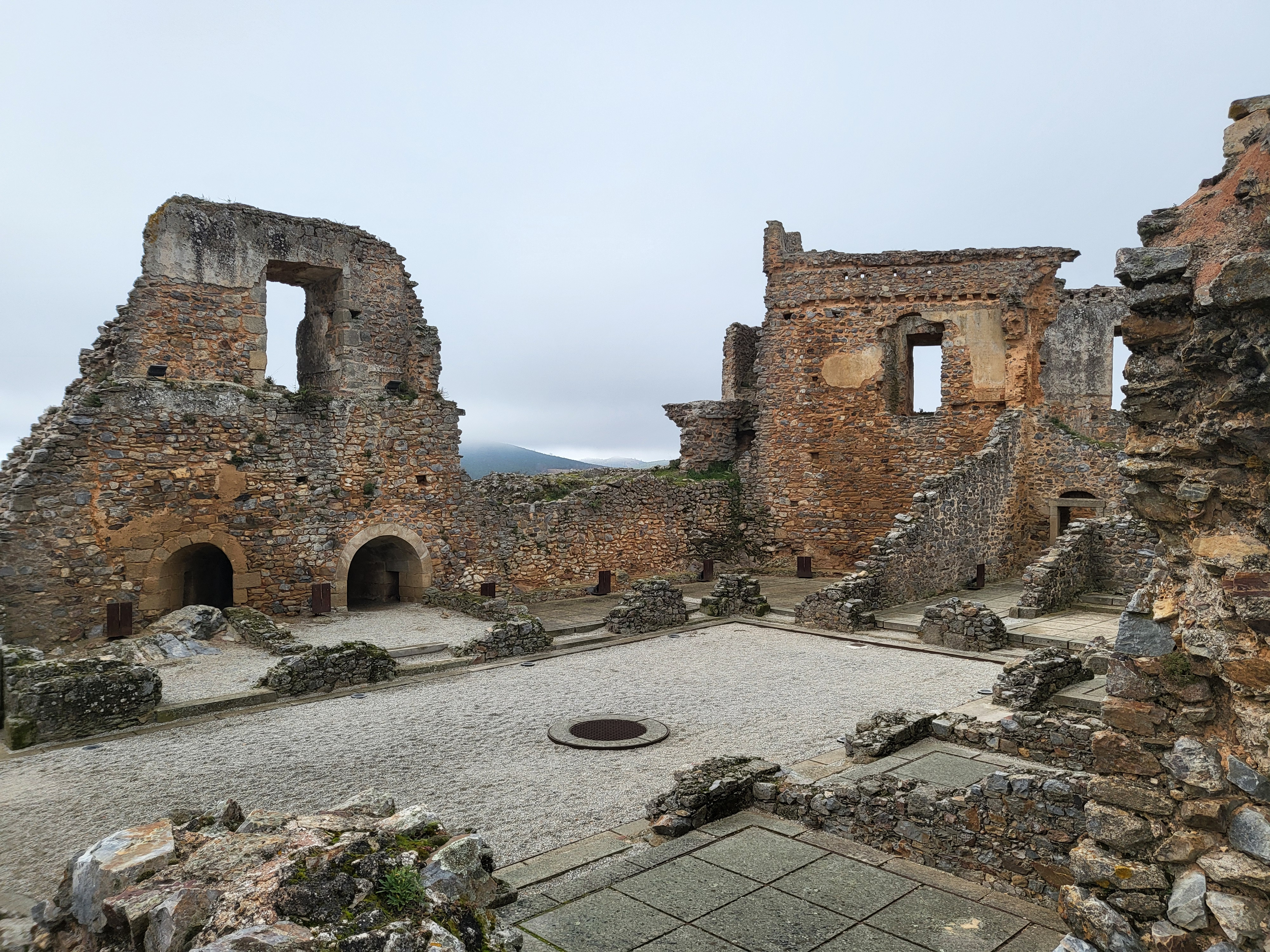
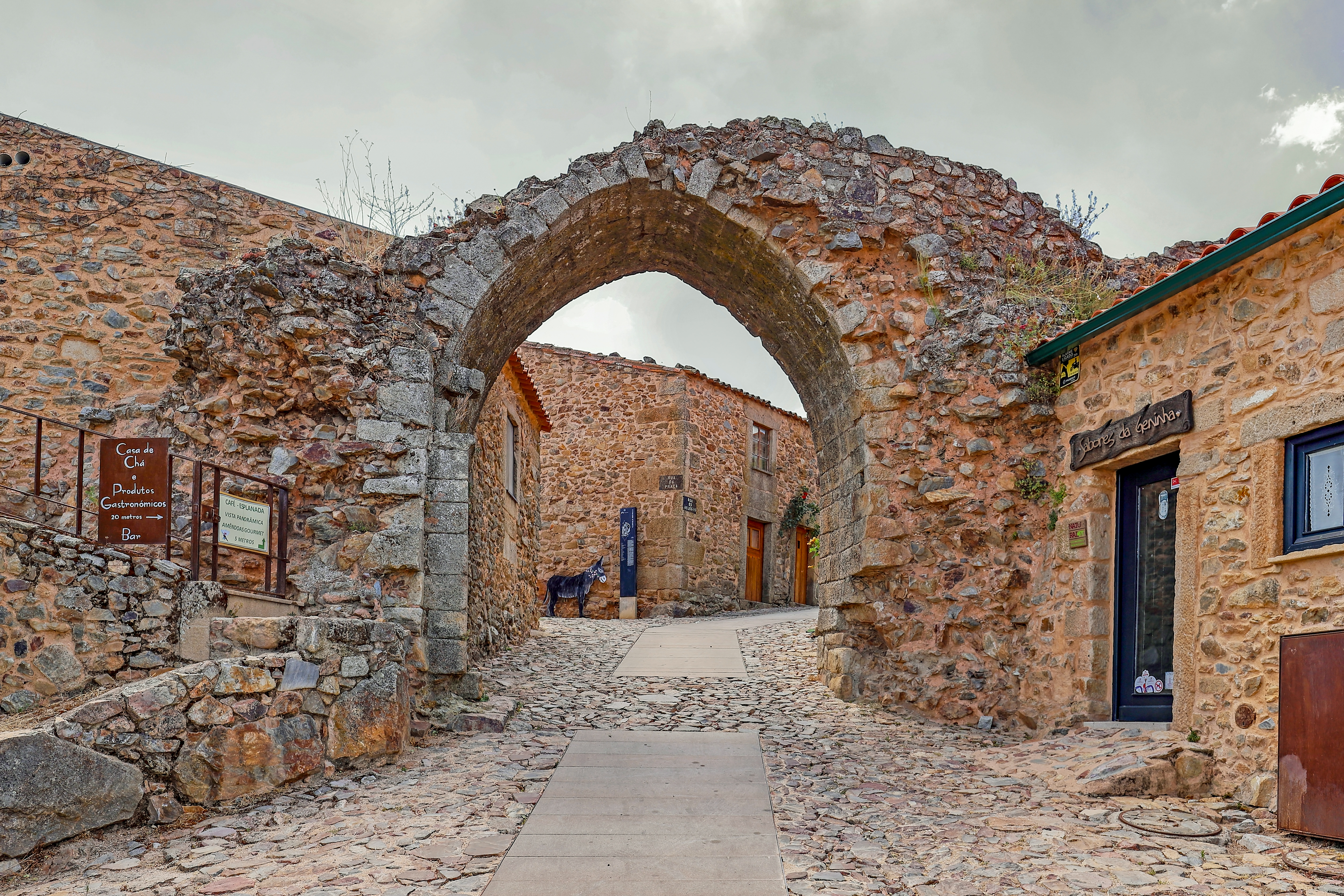
L'entrée du château.
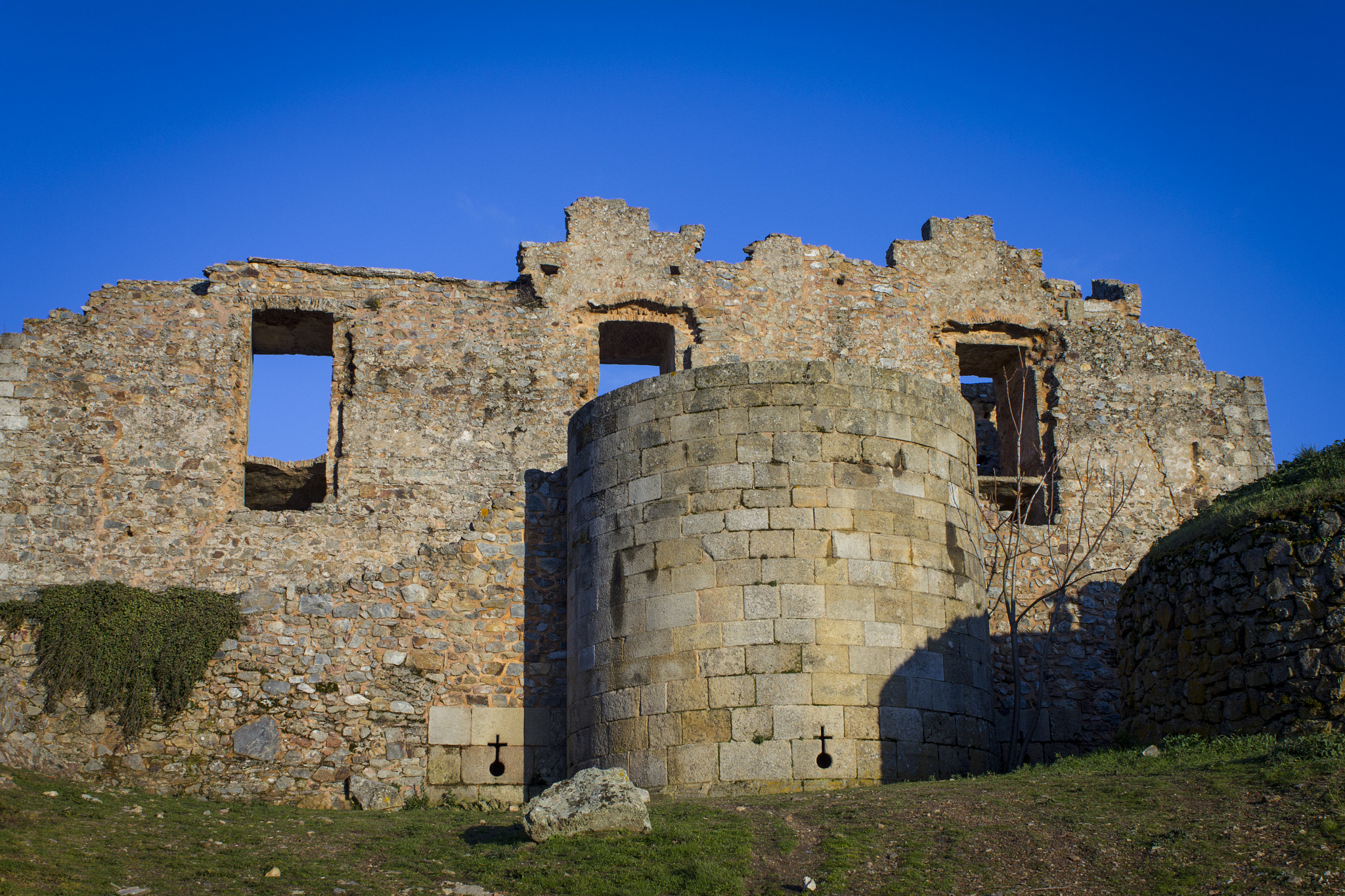
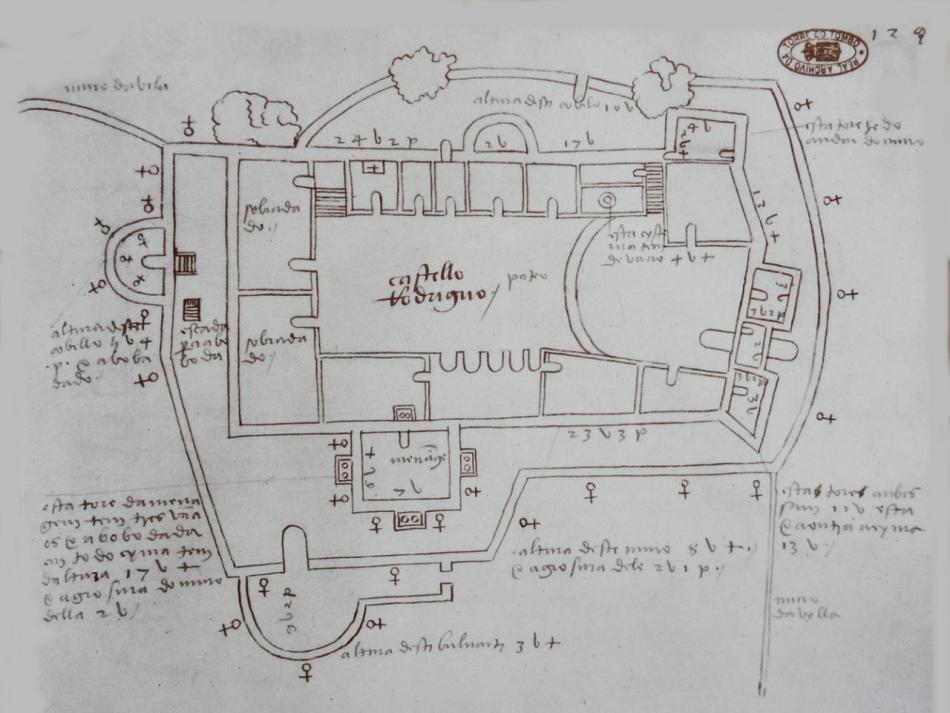
Plan du château.